# Стелановело
Стелановело (итал. Stellanello) је насеље у Италији у округу Савона, региону Лигурија.
Према процени из 2011. у насељу је живело 754 становника. Насеље се налази на надморској висини од 135 м.

## Становништво
Према резултатима пописа становништва 2011. у општини је живело 858 становника.
| 1931. | 1936. | 1951. | 1961. | 1971. | 1981. | 1991. | 2001. | 2011. |
| ----- | ----- | ----- | ----- | ----- | ----- | ----- | ----- | ----- |
| 1.352 | 1.323 | 1.160 | 1.011 | 784   | 615   | 633   | 754   | 858   |